# Municipio de Tacaná
Municipio de Tacaná är en kommun i Guatemala.   Den ligger i departementet Departamento de San Marcos, i den västra delen av landet, 180 km väster om huvudstaden Guatemala City.